# کوآی کاکلی
کوآی کاکلی (نام علمی: Coua cristata) نام یک گونه از سرده کوآ است.

## نگارخانه

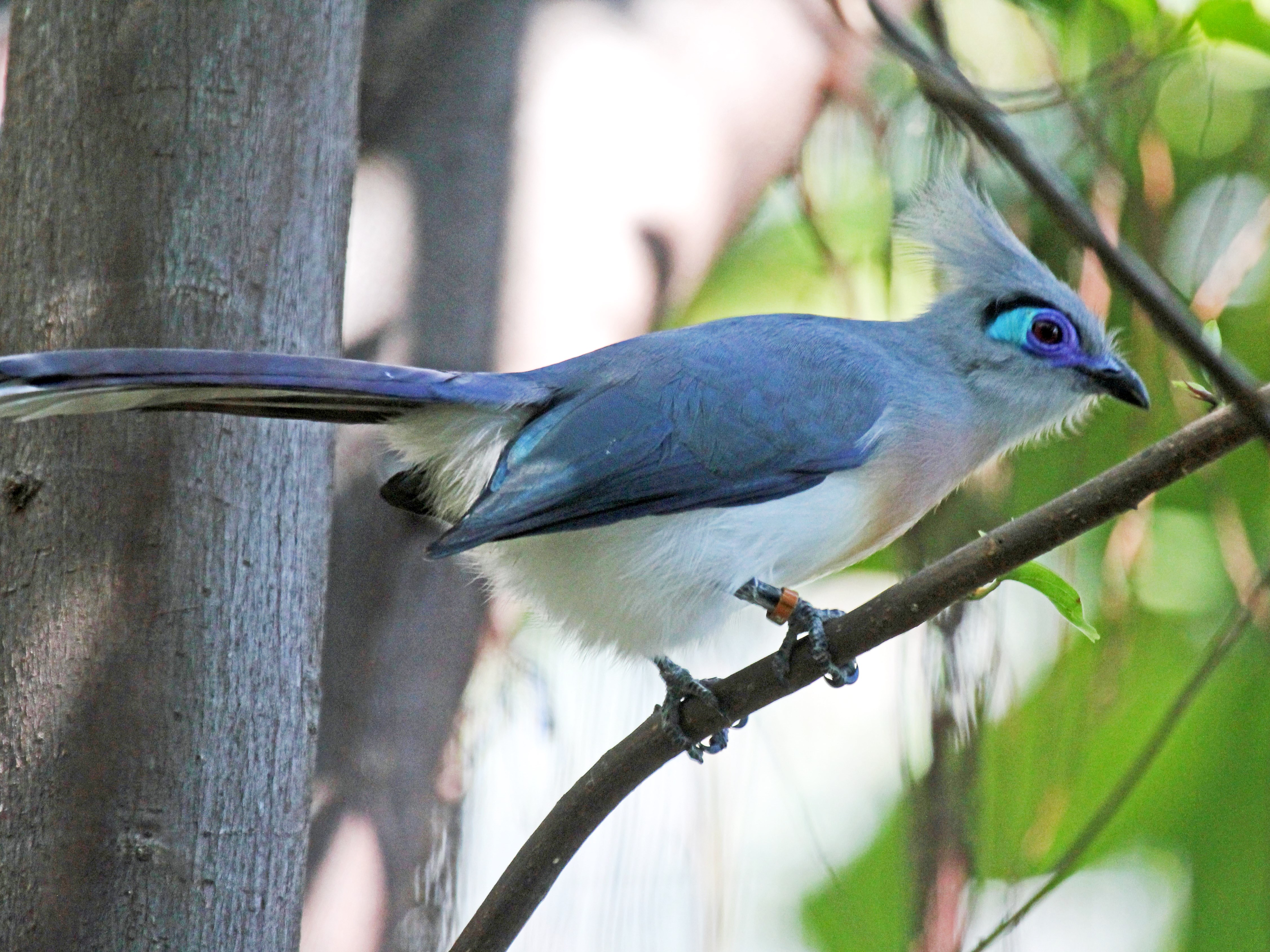
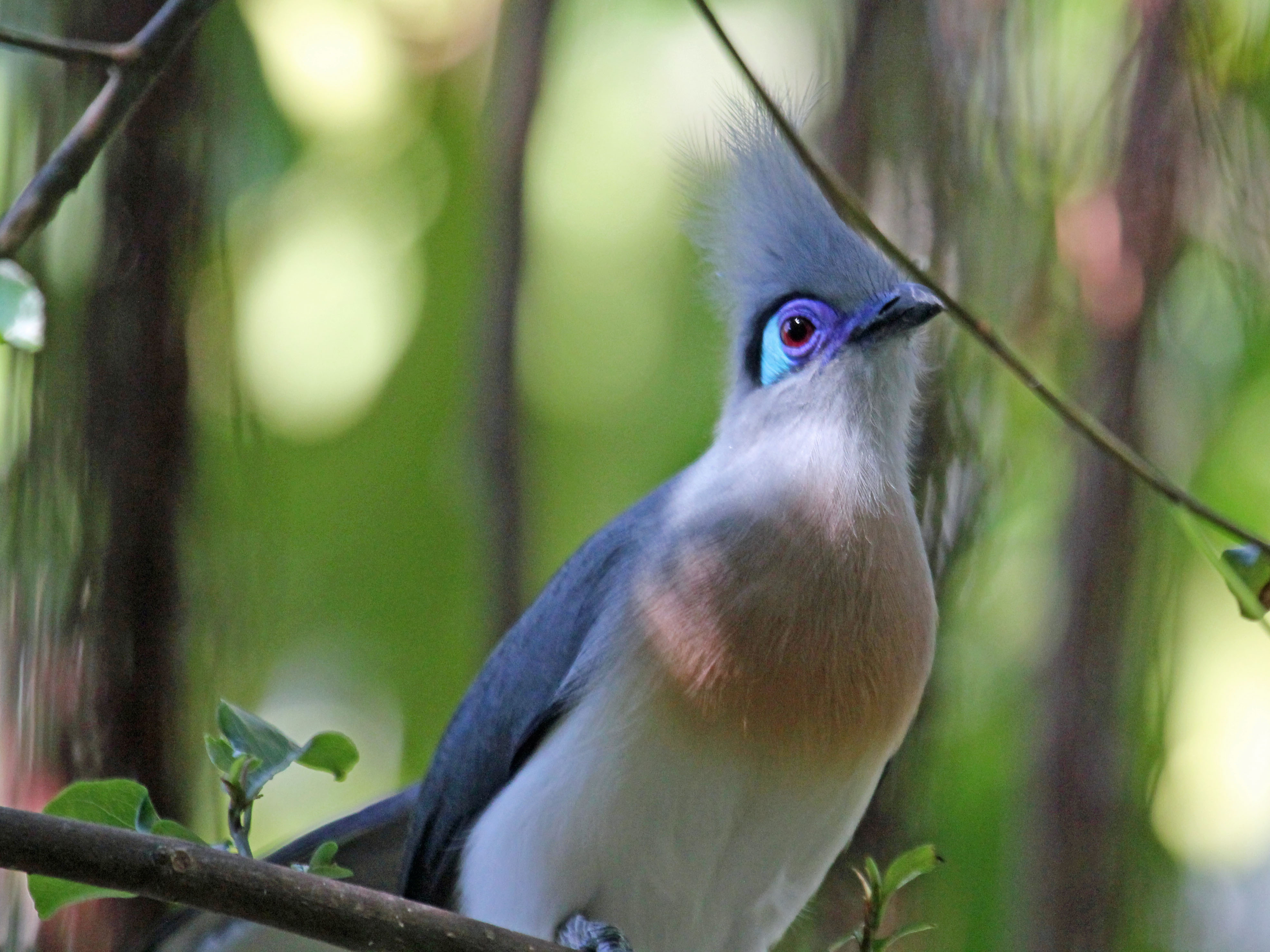
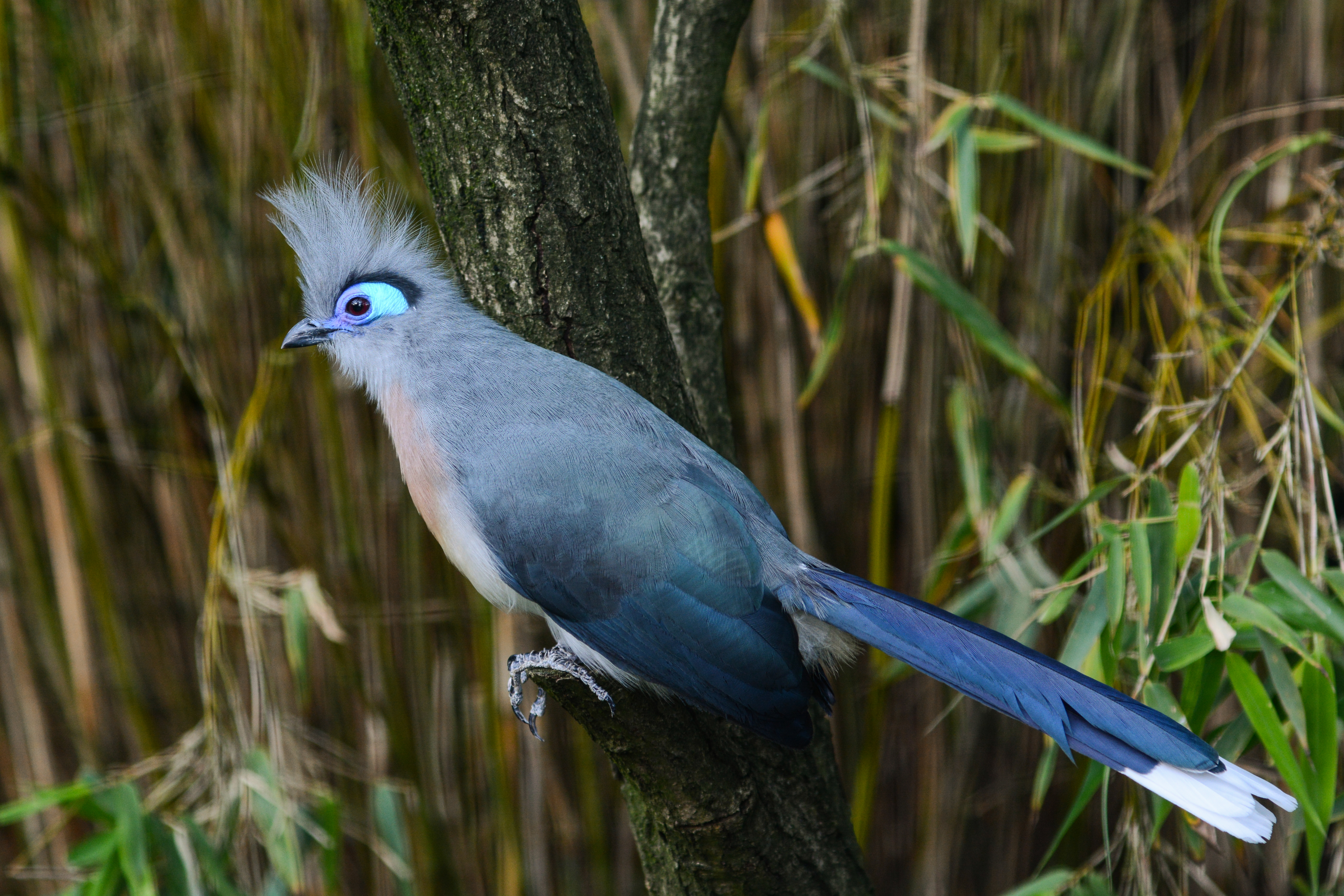